# Randy Pausch

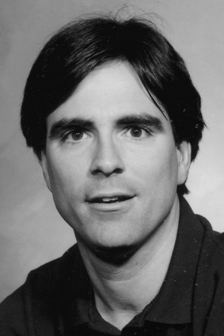
Randy Pausch

Randolph „Randy“ Frederick Pausch (* 23. Oktober 1960 in Baltimore, Maryland; † 25. Juli 2008 in Chesapeake, Virginia) war Professor für Informatik an der Carnegie Mellon University (CMU) in Pittsburgh, Pennsylvania, USA. Neben seinen Forschungsschwerpunkten Mensch-Computer-Interaktion und Design begründete er das Alice-Projekt. In seinem letzten Lebensjahr erregte Pausch aufgrund seines offenen Umgangs mit seiner unheilbaren Erkrankung an Bauchspeicheldrüsenkrebs weltweite Aufmerksamkeit und Anteilnahme.

## Wirken
Pausch war Mitbegründer des CMU Entertainment Technology Center (ETC) und verbrachte einen Forschungsurlaub bei Walt Disney Imagineering und Electronic Arts (EA), einer Softwarefirma für Computerspiele. Pausch beriet Google bei der Gestaltung der Benutzeroberfläche. Er schrieb fünf Bücher und mehr als 70 Artikel. Außerdem war er Gründer des Alice-Softwareprojektes. Alice ist eine Software, mit der Schüler in einer 3D-Umgebung das Programmieren erlernen können. Sie wird bereits erfolgreich an vielen Schulen eingesetzt. Mit Alice soll Schülern (insbesondere Mädchen) Spaß und Interesse am Programmieren vermittelt werden.
2008 drehte Pausch einen zweiminütigen Spot für das Pancreatic Cancer Action Network (PanCAN). Außerdem sprach er am 13. März in Washington, D.C. bei einem Kongress vor dem Subkomitee für Labor, Health & Human Services stellvertretend für PanCAN. Beide Aktionen sollten das Bewusstsein dafür wecken, dass der Forschungsbereich Bauchspeicheldrüsenkrebs deutlich unterfinanziert ist, um letztendlich die US-Regierung dazu zu bewegen, mehr Ressourcen für die Suche nach einer Heilung bereitzustellen.
Randy Pausch war verheiratet und Vater dreier Kinder.

## Krankheit
Im September 2006 wurde Bauchspeicheldrüsenkrebs bei Pausch diagnostiziert. Er war einer der wenigen Patienten, bei denen eine Operation der Bauchspeicheldrüse möglich war. Nach der Operation wurde eine aggressive experimentelle Therapie mit Bestrahlungen und Chemotherapie durchgeführt, die eine bessere Prognose als herkömmliche Verfahren versprach.
Nachdem im August 2007 jedoch wieder Metastasen auftauchten, war eine Heilung endgültig ausgeschlossen. Pausch unterzog sich aber weiterhin palliativen Behandlungen, um den Krebs so lange wie möglich aufzuhalten.
Die Ärzte gingen im August 2007 davon aus, dass Pausch, der bereits zahlreiche Metastasen in Leber und Milz hatte, drei bis sechs Monate bei guter Gesundheit leben würde, ehe der körperliche Verfall einträte. Im Dezember berichtete Pausch auf seiner privaten Website, dass die Ärzte seine bisherige Reaktion auf die palliative Chemotherapie sehr positiv als „eine 10 auf einer Skala von 1–10“ einstuften. Ende Dezember ergänzte er, dass er auf Basis statistischer Daten noch schätzungsweise zwei bis vier weitere Monate hätte, bis die Tumore wieder wachsen würden.
Im März 2008 wurde Pausch mit durch die Chemotherapie bedingter kongestiver Herz- und Niereninsuffizienz in ein Krankenhaus eingeliefert. Kurz nach seiner Entlassung traten die gleichen Symptome wieder auf. Anfang Mai berichtete Pausch auf seiner Website, dass der Krebs in Lunge und Bauchraum metastasiert hat. Nach einer weiteren Erholungszeit plante er trotzdem, eine neue Art der Therapie zu beginnen.
Einen Tag vor seinem Tod war Pausch zu schwach, um selbst weiter zu schreiben – ein Freund berichtete für ihn am 24. Juli 2008, dass Pauschs Tumor schneller gewachsen war als zuvor erwartet. Pausch nahm in den letzten Lebenstagen an einem Hospiz-Programm teil. Er starb zu Hause im Kreis der Familie.

## „Last Lecture“
Am 18. September 2007 hielt Pausch seine letzte Vorlesung im vollbesetzten Auditorium. Diese „Last Lecture“ ist an vielen Universitäten Tradition: Professoren halten eine Vorlesung, als würde es ihre letzte sein. Als die CMU Randy Pausch zu dieser Vorlesung einlud, war den mehr als 400 Gästen bereits klar, dass das Motto dieses Mal wörtlich zu nehmen war.
Titel der Vorlesung war „Really Achieving Your Childhood Dreams“ (Deine Kindheitsträume wirklich wahr werden lassen). Zwar wurde zu Anfang eine Großaufnahme von Pauschs Tumoren auf die Leinwand projiziert, er sprach aber weder über Krebs noch über seinen Umgang mit dem Tod. Vielmehr nutzte er die Gelegenheit für eine humorvolle, lebensbejahende Rede über seine persönlichen Lebensweisheiten.
Seine Vorlesung wurde innerhalb weniger Tage von mehr als einer Million Menschen aus dem Internet heruntergeladen. Pausch wurde in Fernsehsendungen eingeladen; zahlreiche Artikel widmen sich seinem Schicksal. Pausch war von der Resonanz selbst überrascht – diente die aufgezeichnete Vorlesung doch hauptsächlich dazu, sie irgendwann seinen Kindern zeigen zu können.
Zusammen mit dem Wall-Street-Journal-Kolumnisten Jeffrey Zaslow schrieb Pausch 2007 und 2008 an dem Buch The Last Lecture, in dem er die Inhalte seiner Vorlesung weiter vertiefte. Wie auch der Vortrag dient dieses Buch vor allem dazu, seinen Kindern etwas von seiner Lebenserfahrung mitzugeben. The Last Lecture erschien im April 2008 (auch in deutscher Übersetzung) und landete in den USA wie auch in Deutschland sofort auf den Bestsellerlisten.
Das Kernthema der „Last Lecture“ – die Einsicht und die Anleitung, wie man seine Kindheitsträume verwirklicht und anderen dabei hilft – ist eingebettet in Randy Pauschs Biografie und seine persönlichen Lebenserfahrungen.

## „Time Management“
Am 27. November 2007 hielt Pausch an der University of Virginia einen Vortrag über Zeitmanagement (Time Management), der von über 850 Zuhörern besucht wurde. Pausch konzentrierte sich dabei nicht nur auf spezielle Techniken zur Zeitersparnis bei der Arbeit, sondern betonte gleichzeitig, dass das oberste Ziel des Zeitmanagements sei, mehr Zeit für die Menschen zu haben, die einem am Herzen liegen.

## Nebenrolle in einem Kinofilm
Da Pausch zeitlebens ein großer Fan der Fernsehserie Star Trek war, ermöglichte es Regisseur J. J. Abrams, dass Pausch im elften Star-Trek-Film in einer kleinen Nebenrolle zu sehen ist. Seine Gage spendete er für einen wohltätigen Zweck.

## Auszeichnungen
- Für seine Beiträge zur Anwendung von Programmierumgebungen zu Ausbildungszwecken wurde Pausch im Dezember 2007 zu einem Fellow of the Association for Computing Machinery ernannt.
- Im Mai 2008 erklärte ihn die Time zu einer der 100 einflussreichsten Personen der Welt.[5]